# Автономний Опір
«Автономний Опір» (скорочено «АО») — українська ліва націоналістична організація, заснована у 2009 році під назвою «Західний автономний опір». У жовтні 2013 р. було опубліковано підсумкову статтю про ідеологічну еволюцію руху «Автономний Опір» в національному, соціальному та політичному відношенню у напрямку соціально-революційного націоналізму з 2009 по 2013 рр.. З 2013 року «Автономний опір» почав сповідувати ліву ідеологію та співпрацювати з лівими організаціями, на кшталт лівої профспілки «Захист праці» Олега Верника. «Автономний Опір» перебував у конфлікті з правими консервативно-націоналістичними організаціями ВО «Свобода» та Основою майбутнього (колишня «С14»).
Організація фактично не діє з 2018 року.[джерело?]

## Діяльність

### 2009 рік
«Автономний Опір» організаційно оформився у 2009 році, коли сайт «Реактор» почав роботу у новому форматі. Протягом року було створено 22 автономних товариств, зокрема у Києві, Львові, Вінниці, Тернополі, Дніпрі, Запоріжжі, Миколаєві, Одесі, Севастополі, Сімферополі, Херсоні, Чернігові та інших містах. Перше товариство «АО» виникло у Львові 15-го липня 2009 р.
На сайті «Реактор» було опубліковано низку ідеологічних статей, тактика дій «Чорного блоку» (чорний одяг, чорні маски або сонцезахисні окуляри на акціях протесту), що таке «Straight Edge» (цінності здорового способу життя) і т. д. Також було запущено мережевий журнал «Страйк», вийшов в світ перший номер журналу «Новий порядок».
Першою масовою акцією «АО» став Першотравневий марш в Києві, в якому взяли участь близько 500 чоловік. Всього ж протягом року було проведено близько 40 публічних заходів та акцій, найзначнішими з яких були Першотравневий марш та автономний марш УПА в Києві. Також було здійснено 10 акцій прямої дії, з яких 1 підпал. Було 2 значних випадки політичних переслідувань з боку влади та міліції — розгін та затримання активістів на марші футбольних фанатів в Сімферополі та на марші УПА в Запоріжжі, де депутат з Партії регіонів розстріляв та поранив кількох автономів з травматичної зброї.

### 2010 рік

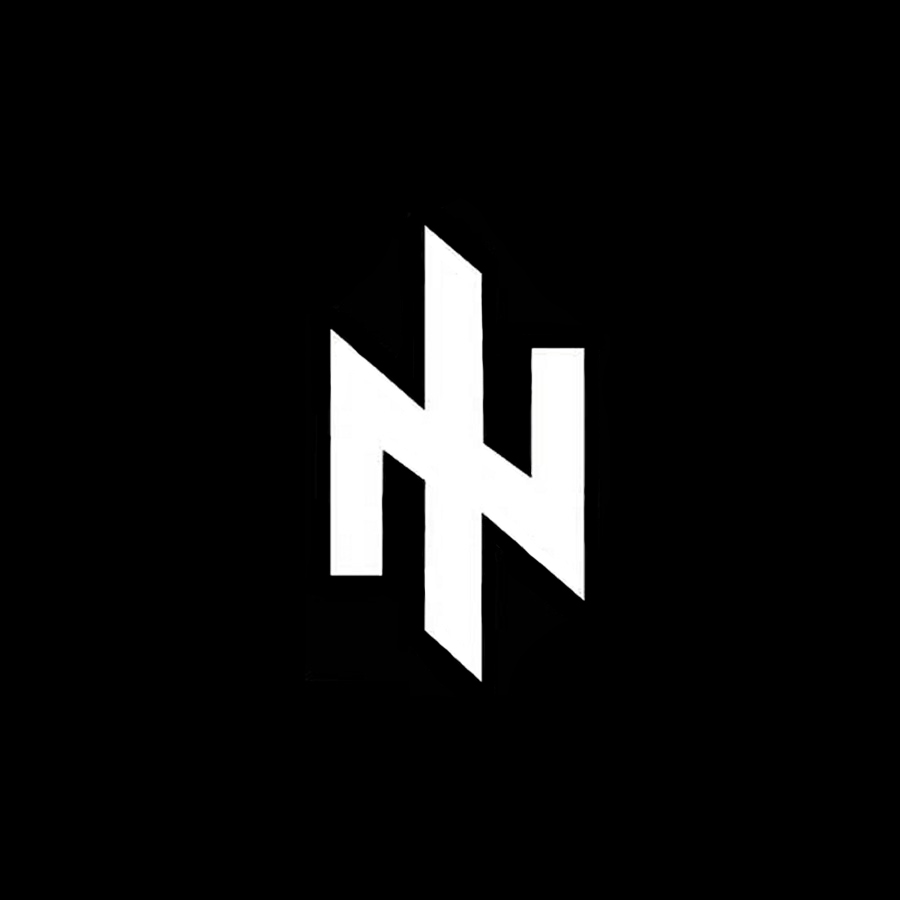
Символ «Ідея Нації» на початках використовувався «АО» для агітації

У 2010 році було утворено ще 18 товариств автономних націоналістів, зокрема у Донецьку, Кривому Розі, Ніжині, Полтаві, Рівному, Сумах, Черкасах. Також було створено агітаційно-пропагандивний ресурс «Орієнтири» та відкрито офіційний сайт «Автономного Опору» — «Opir.info», котрий станом на 2023 рік не функціонує.
За цей рік проведено близько двохсот публічних акцій: численних різноманітних маршів та пікетів, акцій підтримки та солідарності з в'язнями сумління, акцій на соціальну тематику — проти нового трудового кодексу, на підтримку робітників ПГЗК, екоакції, марші здорової молоді за ЗСЖ. Найбільшими акціями був перший смолоскипний марш пам'яті героїв Крут у Львові (близько 1000 учасників) та Марш Величі Духу у Львові, присвячений пам'яті воїнів дивізії «Галичина» (більше 2000 учасників). У 2010 році відбулося 13 концертів, вечорів революційної творчості та інших культурницьких акцій.
Окремої уваги заслуговує благодійна ініціатива автономних націоналістів «Щире серце» для допомоги дітям-сиротам, сиротинцям та малозабезпеченим сім'ям.
Протягом року було здійснено 21 акцію прямої дії, з яких 3 підпали. Щодо активістів автономного спротиву було зафіксовано 10 випадків переслідувань з боку влади, зокрема було заарештовано Олексія Макарова, заборонено проводити марш 1 травня в Києві, були намагання з боку спецслужб зробити автономів причетними до вибуху біля клубу «Бінґо».

### 2011 рік
У 2011 році постало ще 15 товариств «АО», зокрема у Ужгороді, Чернівцях, кількох містах Львівської області. Протягом року було опубліковано кілька знакових ідеологічних статей — «Попереду комунізму», «Аксіоми соціал-націоналізму», «Що таке рівність», «Бути націоналістом». 11 лютого було дано розгорнуте інтерв'ю представниками «Автономного Опору» для сайту «Molotoff.info».
Впродовж року відбулося близько 200 різноманітних акцій, зокрема «АО» взяв активну участь у хвилі протестів проти політичних репресій «Один за всіх і всі за одного» та «Свободу чесним!», були проведені всеукраїнські акції в підтримку Олексія Макарова, Ігоря Ганненка та Олександра Огороднікова, акції солідарності з учасниками протестів в Росії та з робітниками Казахстану. Особливо численними маршами були Першотравневий марш проти капіталізму в Тернополі, Марш Величі Духу у Львові, присвячений пам'яті воїнів дивізії «Галичина», марш «Воля народам, Воля людині!» у Львові, присвячений 69-й річниці створення Української Повстанської Армії. Найбільшим же був смолоскипний марш на честь героїв Крут у Львові, в якому взяли участь більше 3000 чоловік.
Також у 2011 році 1 травня в Тернополі відбулась перша всеукраїнська конференція «АО», а 17 жовтня у Львові пройшла міжнародна конференція «Свобода народам — свобода людині», в якій крім українців взяли участь латвійські націоналісти, хлопці з російської «Вольниці» та білоруські автономні націоналісти.
«АО» були засновані такі проекти як «ЗСУВ» — «Здоровий Спорт Українських Вулиць», для пропаганди спорту та здорового способу життя, та SAWB — спільнота графітчиків та вуличних художників, що виступають проти Системи та нав'язуваних нею цінностей споживання та мультикультуралізму.
Протягом року було здійснено 18 акцій прямої дії, з яких 3 підпали. Великого розголосу набули акції з розмалювання стін зображенням Януковича з простреленою головою, по яким міліцією були відкриті кримінальні справи. Також «АО» взяв участь у «святкуванні» 9 травня у Львові, активно діючи у сутичках з «Беркутом» та комуністами.
В цьому році було зафіксовано 6 випадків політрепресій проти членів «АО», зокрема в Сумах, засудження Олександра Огороднікова за підпал офісу Партії регіонів, арешт Мелітопольських міських партизан. В червні 2011 року раніше засуджений владою політв'язень Олексій Макаров вийшов на свободу і виїхав до Швеції, де отримав політичний притулок.
У 2011 році відбулося 6 культурницьких акцій, зокрема був відкритий революційний кіноклуб «TopSecretCinema».

### 2012 рік

Смолоскипний марш пам'яті Героїв Крут, Львів, 2012

У 2012 році було опубліковано велику кількість ідеологічних матеріалів, зокрема статті «Держава як ворог народу», «Три засади революційного націоналізму», «Поділ праці і соціалізм», «Націоналізм і народовладдя», «Зраджена революція», а також ряд публікацій про діячів світових політичних рухів: Нестора Махна, Франциска Франко, Йосипа Сталіна, Степана Бандеру, Василя Стуса, Тараса Шевченка.
Було створено екологічний та зоозахисний рух «Екологічний Опір» та літературно-просвітницьку ініціативу «Філософія протесту» й музичний проект «Протест — голос вулиць». Найвагомішим досягненням 2012 року було створення влітку львівським осередком, за підтримки інших міст та країн, Соціального Центру «Цитадель», котрий активісти збудували за власний кошт й власними силами. У приміщенні облаштували спортивний зал і регулярно влаштовували літературні й бардівські вечори, концерти, кінопокази, вечірки та інші заходи.
Протягом 2012 року було проведено понад 300 акцій, зокрема, в березні відбулась масштабна міжнародна конференція, у котрій взяли участь представники провідних націоналістичних рухів з України, Росії, Білорусі, Польщі та Італії. Впродовж року відбулась велика кількість екоакцій, літературних та бардівських вечорів, соціальних пікетів і мітингів, протестів проти транспортної системи у Львові та Вінниці, а також маршів, серед яких наймасштабнішими були Першотравневий марш у Вінниці, Парад Вишиванок, «Воля народам! Воля людині!», смолоскипний марш пам'яті Героїв Крут, марш на честь Нестора Махна, «Марш вільних людей», а також марш проти політичних репресій «Свободу чесним!», котрий зібрав понад 3000 осіб. Ініціатива «ЗСУВ» проводить перший турнір зі змішаних єдиноборств «Нескорені» у Вінниці.
Протягом року було здійснено чисельні акції прямої дії, серед яких три підпали офісів й напади на намети Партії регіонів у Львові, Кривому Розі й Стрию.
Було зафіксовано 6 випадків політичних репресій проти автономних націоналістів, зокрема відкрито низку кримінальних справ міліцією та СБУ проти львівських автономів за акцію пам'яті Миколи Лемика, напад на намет Партії регіонів та проведений несанкціонований пікет проти держави. Умовний термін отримав криворізький автоном, котрого звинувачували у підпалі офісу Партії регіонів.
У жовтні 2012 року «Автономний Опір» заявив, що не підтримує жодну з партій на виборах до Верховної Ради й закликав масово псувати бюлетні. Громадяни з усієї України надіслали понад 100 фото із зіпсованими бюлетнями, з яких була влаштована онлайн-виставка.

### 2013 рік
2013 рік відзначився початком масштабної профспілкової діяльності й соціальними протестами разом з населенням. Разом з профспілкою «Захист Праці» автономи розпочали боротьбу проти експлуатації праці роботодавцями, незаконних забудов, кадрових лохотронів. В березні київські активісти разом з шахтарями беруть штурмом Федерацію Профспілок України й домагаються видачі робітникам заборгованості. З травня львівський осередок активно протестує проти незаконних забудов та виселень мешканців з гуртожитків, за що піддається репресіям з боку ВО «Свобода». Рух веде активну пропаганду й практичну діяльність за створення територіальних громад як інструментів прямого народовладдя.
Протягом року спостерігається стрімкий розвиток Соціального Центру «Цитадель» — активісти за власний кошт розширюють приміщення й влаштовують великий спортивний зал з рингом-кліткою, котрий на даний момент вважається найкращим у Львові. Щодня Соціальний Центр відвідує близько 200 людей.
Продовж року відбулось понад 300 акцій, найвагомішими з яких були смолоскипна хода пам'яті Героїв Крут та несанкціонований марш на честь Нестора Махна. 1 травня київська міліція зірвала першотравневу ходу, незаконно затримавши понад 30 активістів «Автономного Опору». Розпочато успішне функціонування незалежного інформаційного агентства «Прометей» й улітку випущено перший випуск газети «Опір».
У 2013 році зафіксовано велику кількість політичних репресій проти активістів «Автономного Опору», цього разу з боку діючої влади у Львові — партії ВО «Свобода»: у квітні партія рейдерськими методами відбирає у «Автономного Опору» традиційний Парад Вишиванок, у червні й серпні охорона народного депутата Юрія Михальчишина здійснює фізичні розправи над активістами й зриває антизабудовні пікети. За заявою, написаною Михальчишиним в міліцію, де він звинувачує автономів у «погрозах життям й здоров'ям народному депутату», відкрито кримінальне провадження й проведено ряд обшуків та допитів у активістів. У жовтні нардеп пише ще декілька заяв у міліцію, тиснучи на «Автономний Опір» та керівництво заводу «Іскра», домагаючись від міліції закриття Соціального Центру «Цитадель» — центру молоді та спорту. 13 жовтня депутати від ВО «Свобода» разом з міліцією блокують традиційний марш «Воля народам! Воля людині!» на честь УПА. За наказом партії «Беркут» затримує 58 активістів руху й відкриває кримінальне провадження. Впродовж декількох місяців відбувається ряд допитів, погроз та тисків.
Протягом року написано й опубліковано ряд ідеологічних праць, серед яких «Наша еволюція і наша традиція», «Міфи про утопізм та реальність», «Історіографія Переяславської зради», «Все що ви хотіли знати про Крути», «Долати спадщину колоніалізму», «Наше ставлення до російського народу», «Кому вигідна ксенофобія», «Інтернаціональна солідарність», та «Соціалісти-революціонери й незалежність України».

### 2014 рік
Початок року ознаменувався стартом будівельних робіт незаконної забудови на вул. Озаркевича у Львові, проти якої у 2013 р. активісти вели активну боротьбу. 10 січня забудовник почав руйнувати «Народну лічницю» Андрея Шептицького, а вже 11 січня активісти «Автономного Опору» разом з мешканцями знесли паркан навколо забудови. 16 січня, під час пікету проти забудови на пл. Ринок, на активістів та мешканців напали «тітушки» разом з депутатами Львівських міської та обласної рад від партії ВО «Свобода», спровокувавши бійку та зірвавши пікет. В результаті, після ще декількох силових та інформаційних акцій на Озаркевича міська влада заявила, що забудовник припиняє будівництво на Святоюрській горі. Загалом у 2014 році зусиллями активістів вдалось зупинити забудови на вулицях Івасюка, Карманського, Озаркевича, Тершаковців, Повітряній, стадіоні ЛНУ.
«Автономний Опір» був частиною Майдану у Львові, координатори — Зенон Дашак та Антон Парамболь. 19 січня, після початку штурму вул. Грушевського у Києві на Євромайдані, активісти приймають рішення про революційну дію на місцях: київські автономи залишаються у столиці (двох активістів було поранено гумовими кулями й світо-шумовою гранатою), а львівські й чернігівські беруть участь у штурмі місцевих облдержадміністрацій. 24 січня близько 60 активістів займають другий поверх Львівської ОДА. В ніч з 28-го на 29-те січня депутати від ВО «Свобода» намагались взяти штурмом приміщення адміністрації, проте активісти разом з Самообороною Майдану їх заблокували. Наступного дня «Автономний Опір» добровільно покинув приміщення. Вважається, що ініціаторами так званої «Ночі гніву» 18 лютого у Львові, яка стала реакцією на розстріли протестувальників на Майдані у Києві, був «Автономний Опір», хоча офіційно активісти цього не підтверджують. Тоді декілька тисяч львів'ян атакували більше десятка адміністративних приміщень, в тому числі й будівлі прокуратури, міліції та СБУ.
Після анексії Криму Російською Федерацією та початку АТО на Сході України «Автономний Опір» озвучив свою позицію щодо конфронтації в України у статті «Ні — війні між народами, ні — миру між класами!». Після анексії Криму велика кількість кримських активістів переїхали на материкову Україну, зокрема у Львів. В травні російська ФСБ заарештувала прихильника «Автономного Опору», кримського анархіста та екологічного активіста Олександра Кольченка, на підтримку якого «АО» регулярно проводить акції та збирає кошти. Станом на квітень 2015 р. участь у АТО взяли декілька десятків активістів руху у батальйонах «Айдар», «Шахтарськ», «Донбас», «Азов», «Луганськ-1», «ОУН».
Загалом у 2014 році «Автономний Опір» провів більше тисячі акцій. Окрім активної антизабудовної діяльності, однією з найгучніших акцій «АО» стала участь у повстанні працівників «Привокзального ринку» у Львові 26 лютого. Тоді декілька сотень людей, протестуючи проти корупції та поборів, вигнали адміністрацію ринку і оголосили його самоврядним. Протистояння, яке постійно супроводжується брутальними нападами та репресіями зі сторони міліції та «тітушок», судовими засіданнями, тиском з боку міської влади та інформаційною пропагандою з боку ЗМІ, триває вже більше року.
У 2014 році проти активістів «АО» у Львові міліція відкрила декілька кримінальних проваджень, провела обшуки та допити. Активісти назвали це політичними репресіями. Зокрема, в березні активіста Ореста Залипського намагались незаконно затримати працівники карного розшуку. У квітні відбувся обшук у помешканні активіста Екологічного Опору, в якого міліція шукала чотири з половиною мільйона рублів. Влітку міліція розпочала провадження та викликала активістів на допити після демонтажу скандального літнього майданчика на вул. Тершаківців у Львові. Також міліція відкрила провадження після демонтажу паркану на забудові вул. Карманського у Львові, згодом Львівський апеляційний суд, який розглядав справу про відшкодування забудовнику суми у розмірі півтора мільйона гривень за протидію забудові, долучив до відповідачів чотирьох автономів. В липні львівська міліція провела несанкціонований обшук у кузні за Львовом, яка належить одному з активістів руху. Де-юре причиною приїзду саперів та вибухотехніків стало нібито повідомлення про заміноване приміщення, проте, як виявилось, насправді міліціонери шукали зброю, викрадену у Львові під час подій 18 лютого. Перед цим правоохоронці провели обшук у помешканні цього ж активіста у Львові. 7 липня у Львові відбувся пікет ГУ МВС України у Львівській області проти політичних репресій. Підтримати автономів прийшли близько сотні людей. Після акції градус репресій зменшився і міліція закрила ряд кримінальних проваджень.
14 жовтня у Львові пройшов традиційний марш вшанування воїнів УПА, який зібрав до тисячі людей, а також мовчазна хода пам'яті жертв Голодомору, яка зібрала близько трьох сотень містян. Впродовж року «Автономний Опір» проводив пікети, мітинги, марші, екологічні акції, порятунки тварин, лекції, кінопокази, турніри, акції прямої дії, громадські слухання, благодійні акції, велозаїзди, поїздки до собачих притулків та дитячих будинків, перекриття доріг, алкогольні рейди, семінари, тощо. Значного резонансу набули акції «народної люстрації» начальника ДАІ м. Львова Мицака та начальника лісгоспу Тирчика, закриття ТОВ «Агрохолдинггруп» у Києві, протести проти смороду у Львові, боротьба за озеро у Краковці.
Влітку утворився освітньо-просвітницький проект «Вільна школа», який щотижня влаштовує ідеологічні, історичні та просвітницькі лекції, кінопокази, дискусії. Активно діє й еко- й зоозахисна ініціатива «Екологічний Опір», зокрема 1 травня активісти з боями врятували від комерсантів мавпочку, яку згодом намагались відібрати через суд та міліцію.

### 2015 рік
На початку року активісти «АО» та мешканці незаконних забудов об'єдналися у громадську організацією «Народна Дія». Метою організації є протидія незаконним забудовам, вона об'єднує мешканців вулиць Карманського, Озаркевича, Шептицького, Франка, Шевченка, Сахарова, Остроградських, Пулюя та багатьох інших.
У січні 2015 року активісти взяли участь у порятунку тварин, яких напризволяще залишив власник фермерського господарства «Володар» у селі Лішня Дрогобицього району Львівської області. Живими залишилися лише 2 поні, 7 овець і лама. 2 лами, 10 поні, близько 20 овець, 4 страуси, голуби, кури, фазани загинули.
1 травня активісти «Автономного опору» у Львові провели «Соціальний марш». Вони ствердили, що їхньою метою було привернути увагу львів'ян до того, що влада приймає антинародні закони, та закликати людей боротися за свої соціальні права. Колона учасників повинна була пройти за таким маршрутом: пам'ятник Чорноволу на вул. Підвальній — вул. Підвальна — пл. Ринок — пр. Свободи — вул. Гнатюка — пл. Григоренка — вул. Листопадового Чину — пам'ятник Іванові Франку.
Однак, як тільки активісти «Автономного опору» зібрались біля пам'ятника Чорноволові, на місце акції прийшли бійці Добровольчого Українського Корпусу «Правого сектору» та представники «Правого сектору» Львівщини. Як заявив тоді командир 2-го запасного батальйону ДУК «Правий сектор» Тарас Хаммер, вони мали намір «не допустити необільшовицького реваншу у місті Лева». Задля уникнення сутичок між обома сторонами стали декілька рядів міліції. «Автономний Опір» скасував марш вулицями Львова та провів віче просто біля пам'ятника Чорноволові. Після цього «автономи» розійшлись. Міліціонери провели активістів до зупинок громадського транспорту.

### 2018 рік
У 2018 році  «Автономний опір» утворив конфедерацію із ініціативою «Чорний комітет» і увійшов до політичної групи «Авангард».
10 листопада 2018 року у Вінниці відбулася конференція нового політичного об'єднання «Авангард» - конфедерації різнорідних рухів та ініціатив, які поділяють основні цінності. На той час в цій парасольковій структурі перебували дві організації - «Автономний опір» і «Чорний комітет». На конференцію запросили анархістів із сільських районів Вінницької області, редакцію видання «Нігіліст», Комітет визволення політв'язнів і російський Комітет визволення Бориса Стомахіна.
У Декларації про створення групи «Авангард» від 10 листопада 2018 року зазначено, що група створена навколо трьох принципів - політичної свободи, економічної справедливості, національної незалежності.

### Припинення діяльності
Після 2018 року політичної діяльності «Автономний опір» не вів і фактично розпався без оголошення про саморозпуск. Сайт ініціативи і дочірній новинний сайт «Прометей» з 2018 року не діють.[джерело?]

## Ідеологія
Основною ідеєю руху «Автономний Опір» була боротьба за національне і соціальне визволення країни. Головні цілі — свобода народів і свобода людини, національна і соціальна воля українців. «Автономний Опір» виступав:

### За
- революційний соціалізм: безкласове суспільство, засноване на суспільній власності на засоби виробництва, що створить рівне відношення людей до прав, влади і розподілу продукції;
- пряме народовладдя: колективну владу українських працюючих мас, без посередництва «політичної еліти», із підпорядкуванням всякого необхідного представництва наказу виборців;
- визвольний націоналізм: рівне право народів на свободу і незалежність, рівномірний розподіл світового додаткового продукту і ресурсів, міжнародну солідарність у визвольній боротьбі;
- антиглобалізацію: збереження і розвиток різноманітності людства, його етнічних ідентичностей, культур і самобутності всіх народів та людей;
- народну культуру: цінності взаємодопомоги і героїзму, здорового способу життя і колективізму, що допомагають розвитку людини і збереженню навколишнього середовища.

### Проти
- капіталізму: системи визиску праці капіталом, спертої на ринок і приватну власність на засоби виробництва, що є формою експлуатації людини людиною і причиною існування нерівності відносно прав, влади і споживання;
- авторитаризму: буржуазної держави, заснованої на владі людини над людиною, що є засобом класового панування капіталістів;
- імперіалізму і шовінізму: ненависті, визиску і гноблення одних народів та країн іншими;
- глобалізації: світової уніфікації людства, знеособлення людей і народів, стирання етнічних культур та ідентичностей;
- масової культури: утилітарних цінностей споживацтва і егоїзму, як таких, що ведуть до виродження людини і нищення природи.

## Проєкти
- «Екологічний Опір»: екозахисний рух;
- «Здоровий Спорт Українських Вулиць»: пропаганда здорового способу життя й спорту, організація спортивних турнірів й змагань;
- «Щире серце»: благодійна організація, допомога сиротинцям, малозабезпеченим сім'ям та дітям-сиротам;
- «Центр молодіжного руху»: сприяння активізації та національно-патріотичного виховання молоді;
- «Філософія протесту»: літературна спілка;
- «Вільна школа»: освітній проект, де кожен охочий може прочитати лекцію.

## Критика
Голова ГО «Я — львів'янин» Андрій Антонищак на прес-конференції 2 липня 2014 заявив, що за «Автономним Опором», який 23 червня перешкодив працівникам піцерії «NewYork» встановити кнайпу на клумбі, а також брав участь у сутичках на ринку «Торпедо» та «Привокзальному», стоїть Віктор Медведчук. Приватний підприємець Олег Звозда додав, що керівники «Автономного Опору» мають безпосереднє відношення до компанії «Бі. Ай. Ем», а інформація про це є у вільному доступі в інтернеті. Активісти «АО» висловили обурення і у відкритому листі-зверненні вимагали від Андрія Антонищака спростувати сказану ним інформацію, яка, на їхню думку, не є достовірною.
Кандидат політичних наук Євген Васильчук вважає «Автономний Опір» «невеликим інтелектуальним гуртком», який має незначні мобілізаційні можливості і зосередив свою діяльність переважно в інтернеті. Співпрацю «Автономного Опору» з ліворадикальними та націоналістичними угрупованнями ускладнює поєднання різних політичних ідей в його ідеології.